# Mayo-Hourna
Mayo-Hourna est un arrondissement du Cameroun situé dans la région du Nord et le département de la Bénoué. Il est situé dans la commune de Barndaké. 
Le village Ouro-Garga mayo-hourna appartient à la grande chefferie traditionnelle de Gaschiga, il porte le nom de son feu premier chef, Garga Fada, que Dieu a rappelé depuis 2014, il fut remplacé par son fils Bouba Garga qui y règne en qualité de Lawan.